# 合州 (重慶市)
合州（ごうしゅう）は、中国にかつて存在した州。南北朝時代から民国初年にかけて、現在の重慶市合川区一帯に設置された。

## 魏晋南北朝時代
554年（廃帝3年）、西魏により合州が置かれた。

## 隋代
隋初には、合州は2郡2県を管轄した。開皇末年に合州は涪州と改称された。607年（大業3年）に州が廃止されて郡が置かれると、涪州は涪陵郡と改称され、下部に3県を管轄した。隋代の行政区分に関しては下表を参照。
| 州 | 合州   | 合州   | 郡 | 涪陵郡               |
| 郡 | 墊江郡 | 清居郡 | 県 | 石鏡県 漢初県 赤水県 |
| 県 | 石鏡県 | 漢初県 | 県 | 石鏡県 漢初県 赤水県 |

## 唐代
618年（武徳元年）、唐により涪陵郡は合州と改められた。742年（天宝元年）、合州は巴川郡と改称された。758年（乾元元年）、巴川郡は合州の称にもどされた。合州は山南西道に属し、石鏡・新明・漢初・赤水・巴川・銅梁の5県を管轄した。

## 宋代
宋のとき、合州は潼川府路に属し、石照・漢初・赤水・巴川・銅梁の5県を管轄した。

## 元代
1279年（至元16年）、南宋の合州安撫使の王立が元に降伏した。元の合州は重慶路に属し、銅梁・定遠・石照の3県を管轄した。

## 明代以降
明のとき、合州は重慶府に属し、銅梁・定遠の2県を管轄した。
清のとき、合州は重慶府に属し、属県を持たなかった。
1913年、中華民国により合州は廃止され、合川県と改められた。